# Олексієво-Орловська волость
Олексі́єво-Орло́вська во́лость — історична адміністративно-територіальна одиниця Міуського, потім Таганрізького округу Області Війська Донського з центром у слободі Олексієво-Орловка.
Станом на 1873 рік складалася зі слободи та 4 селищ. Населення — 5613 осіб (2874 чоловічої статі та 2739 — жіночої), 841 дворове господарство і 14 окремих будинків.
Поселення волості:
- Олексієво-Орловка — слобода над річкою Кленова за 150 верст від окружної станиці та за 15 верст від станції Харцизької Курсько-Харківсько-Азовської залізниці, 2486 осіб, 366 дворових господарства та 5 окремих будинків, у господарствах налічувалось 159 плугів, 786 коней, 636 пар волів, 2794 звичайних та 1000 тонкорунних овець;
- Ольховське — селище над річкою Кленова за 180 верст від окружної станиці та за 20 верст від станції Харцизької Курсько-Харківсько-Азовської залізниці, 1525 осіб, 202 дворових господарства та 8 окремих будинків;
- Орлово-Іванівське — селище над річкою Харцизька-Грузька за 180 верст від окружної станиці та за 25 верст від станції Харцизької Курсько-Харківсько-Азовської залізниці, 960 осіб, 175 дворових господарств;
- Михайлів — селище над річкою Харцизька-Грузька за 157 верст від окружної станиці та за 20 верст від станції Харцизької Курсько-Харківсько-Азовської залізниці, 425 осіб, 56 дворових господарства;
- Плоский Булавін — селище над річкою Булавіна за 175 верст від окружної станиці та за 30 верст від станції Харцизької Курсько-Харківсько-Азовської залізниці, 287 осіб, 42 дворових господарства й окремий будинок;

Старшинами волості були:
- 1904 року — Андрій Йосипович Оприщенко[2];
- 1907 року — Олексій Чумаков[3].
- 1912 року — П. К. Прожирко[4].